# Asiatisk elefant
Asiatisk elefant (även indisk elefant, Elephas maximus) är ett däggdjur i familjen elefanter och idag den enda arten i sitt släkte. Den har en kroppslängd upp till 6,5 meter och når en vikt upp till 5,4 ton. Arten förekommer i flera från varandra skilda populationer från norra Indien till Sri Lanka och österut till Sydostasien. Den asiatiska elefanten är närmare släkt med de utdöda mammutarna än med de afrikanska elefanterna. 
Individer av honkön (kor) bildar större hjordar tillsammans med sina ungar (kalvar), medan hannar (tjurar) lever i mindre ungkarlsgrupper eller helt ensamma. Tjurar jagades tidigare hårt för elfenbenets skull, idag är det största hotet levnadsområdets omvandling till jordbruksmark och boplatser. Många asiatiska elefanter arbetar i människans tjänst som rid- eller lastdjur.

## Kännetecken

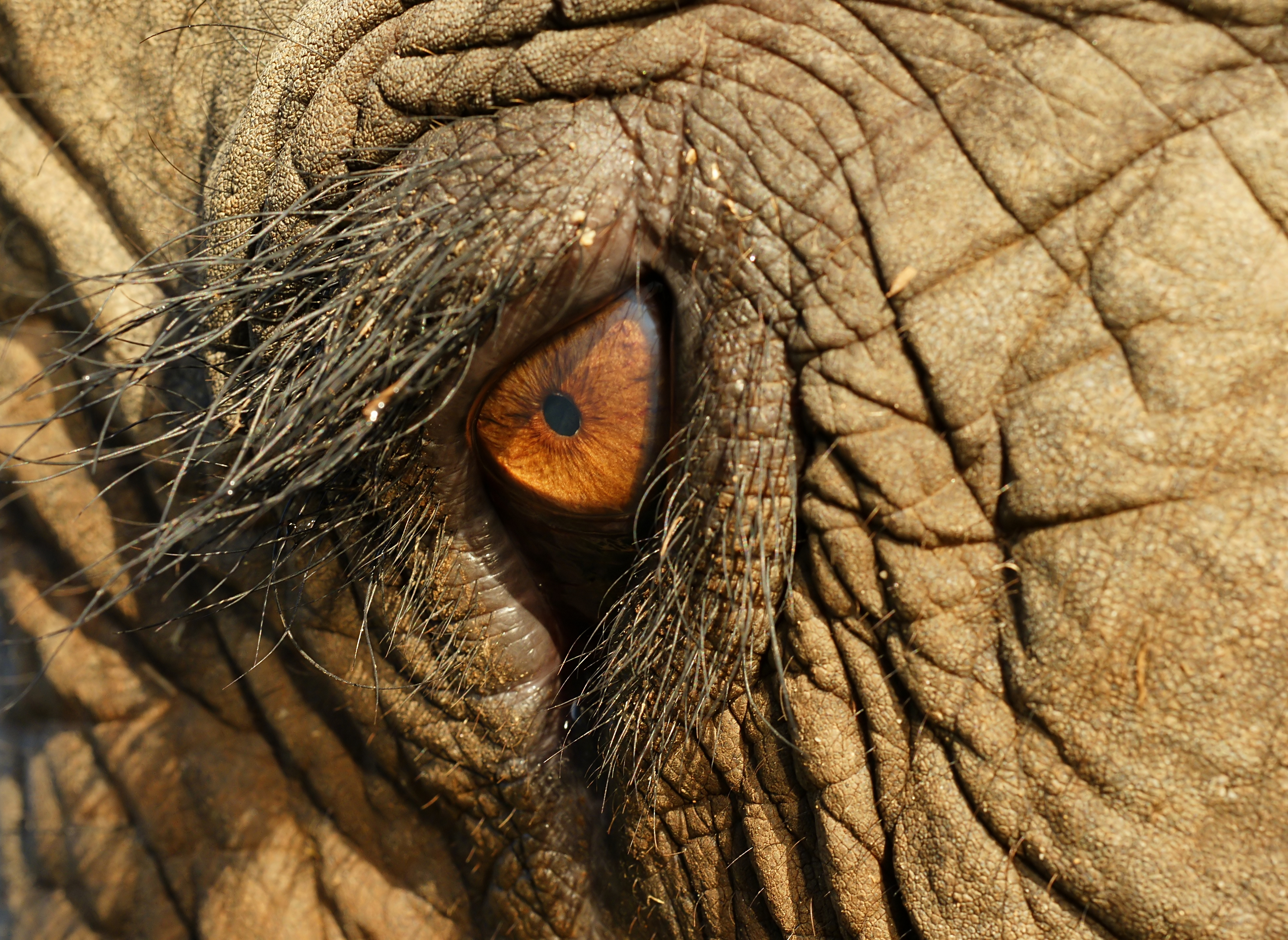
Närbild på ögat.

Den asiatiska elefanten är något mindre än de afrikanska arterna och har mindre öron. Arten når en mankhöjd mellan 2 och 3,4 meter samt en vikt mellan 2 000 och 5 400 kilogram. Ryggen är i motsats till ryggen hos de afrikanska arterna böjd uppåt. Vid snabelns spets finns en utväxt som påminner om ett finger (hos afrikanska elefanter finns två). Asiatisk elefant har 5 tår vid de främre extremiteterna och 4 till 5 vid de bakre extremiteterna. Långa, fullt utvecklade betar förekommer bara hos tjurarna, kor har endast rudimentära betar eller inga alls. Hos underarten Elephas maximus maximus som förekommer på Sri Lanka har bara var tionde hane betar.
Individerna når en kroppslängd upp till 6,5 meter, och därtill kommer en cirka 150 centimeter lång svans som har 33 svanskotor.

## Utbredning och underarter

### Allmänt
Vilda individer av den asiatiska elefanten förekommer på gräsmarker, i tropiska regnskogar, i skogar som släpper löv samt i buskmarker. Tre underarter är godkända.
- Lankesisk elefant (även ceylonelefant, Elephas maximus maximus[2]) lever på Sri Lanka.
- Sumatraelefant (Elephas maximus sumatrensis[2]) förekommer på Sumatra och Borneo.

Not. Denna är även känd som pygméelefant. Den bornesiska gruppen betraktas ibland som en egen underart med namnet Elephas maximus borneensis – borneoelefant.
- Indisk elefant (även egentlig indisk elefant, Elephas maximus indicus[2]) lever på det asiatiska fastlandet – Indien, Nepal, Bhutan, Bangladesh, Myanmar, Thailand, södra Kina (Yunnan), Kambodja, Laos och Vietnam.

I Kina finns arten endast i de sydligaste delarna av Yunnan kvar, i Bangladesh finns bara en isolerad population på Chittagong-kullarna. I Indien är den vilda populationen främst begränsade på fyra isolerade områden:
- Den första i nordvästra Indien (delstaterna Uttarakhand och Uttar Pradesh) lever några glest fördelade hjordar i bergstrakter söder om Himalaya som under vandringar når Nepal.
- Den andra finns öster om Nepal, från norra Västbengalen över Assam till östra Arunachal Pradesh och Nagaland, vidare åt söder till Meghalaya och Brahmaputras slättland.[7]
- Den tredje lever i östra Centralindien i delstaterna Odisha och Jharkhand samt södra Västbengalen.
- I södra Indien förekommer arten glest fördelad över delstaterna Karnataka, Kerala, Tamil Nadu och södra Andhra Pradesh.[8]

### Forskningshistoria
Den asiatiska elefanten beskrevs av Carl von Linné efter vad han trodde var en individ från Ceylon (idag Sri Lanka), vilken senare har visat sig vara en afrikansk elefant. I Systema Naturae fick denna afrikanska elefant 1758 det vetenskapliga namnet Elephas maximus. Den indiska populationen beskrevs 1798 av Georges Cuvier som en självständig art med namnet Elephas indicus. Även populationen på Sumatra och andra sydostasiatiska öar ansågs i början som en självständig art, Coenraad Jacob Temminck gav den 1847 det vetenskapliga namnet Elephas sumatranus. Frederick Nutter Chasen klassificerade 1940 alla tre populationer som underarter till en enda art.
Populationen på Borneo beskrevs 1950 av Paules Edward Pieris Deraniyagala som den fjärde underarten, E. m. borneensis. Aktuella taxonomiska avhandlingar betraktar underarten tills vidare identisk med E. m. sumatranus, trots allt förekommer den i flera publikationer som självständig underart.
Ytterligare två utdöda underarter blev beskrivna, E. m. asurus och E. m. rubridens.

## Levnadssätt

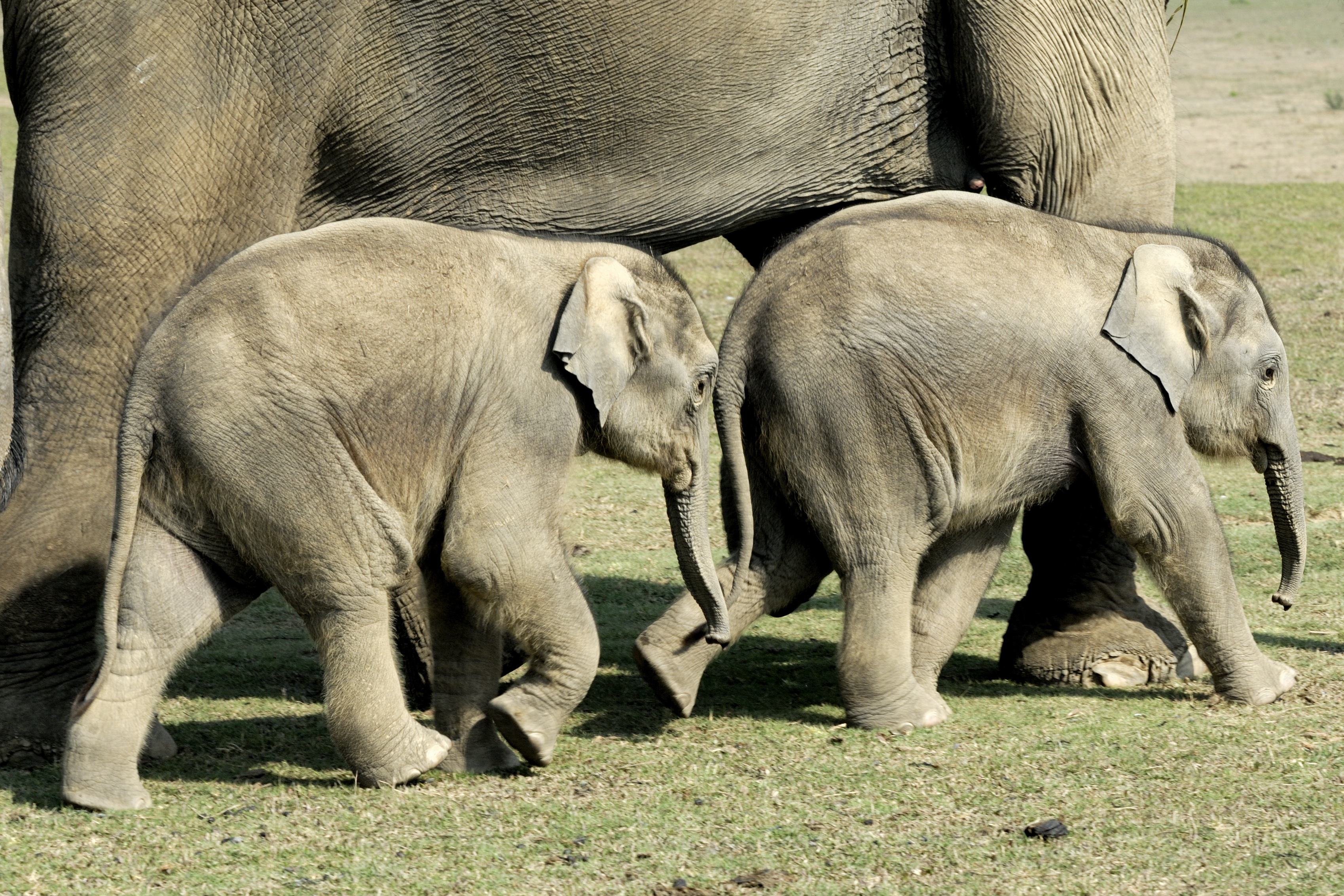
Två kalvar av asiatisk elefant.

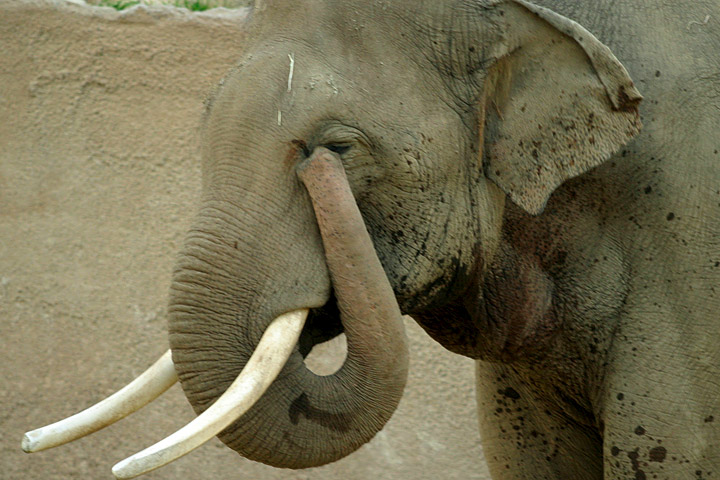
Närbild på tjurens betar.

Den asiatiska elefanten är främst aktiv mellan skymningen och gryningen, under dagens hetaste timmar vilar djuret. För att komma åt födan som utgörs av gräs, löv, kvistar och trädens bark utför arten långa vandringar. Vanligen går de långsamma med 6,5 km/h men när de känner sig hotade kan de springa med 48 km/h. Ibland uppsöker asiatiska elefanter odlingsmark där de äter ris, sockerrör eller bananer. Växtdelarna plockas med hjälp av snabeln och förs till munnen. En vuxen asiatisk elefant äter per dag omkring 150 kg föda. Dessutom uppsöker de minst en gång per dag en vattenansamling.
Kor och ungdjur lever i hjordar som bildas vanligen av 8 till 30 individer. Fram till 1800-talet observerades hjordar med upp till 100 individer. Alla individer i hjorden är släkt med varandra, de är alltså mödrar, systrar, döttrar och söner (fram till 8 års ålder). Den äldsta kon vaktar över flocken så att ingen individ kommer för långt bort. Kommunikationen sker genom trumpetande med hjälp av snabeln. Äldre tjurar lever främst ensamma och unga könsmogna tjurar bildar små flockar. När korna är parningsberedda söker tjurarna i flera månader anslutning till en hjord med kor. Det finns inga särskilda parningstider och därför finns i 40 procent av hjordarna minst en tjur. Tjurarna är inte aggressiva mot varandra och det förekommer ofta flera tjurar i samma hjord, vanligen har bara den dominerande tjuren rätten att para sig.
Dräktigheten varar i genomsnitt 640 dagar (18 till 22 månader) och sedan föds vanligen en enda kalv. Att en ko är dräktig syns vanligen först kort före födelsen. Kalven väger vid födelsen cirka 100 kg, har en längd omkring 80 cm och är täckt med en päls av bruna hår. Kort efter födelsen kan kalven gå på sina egna ben. Ungdjuret diar inte bara sin egen mor utan försöker få mjölk från olika kor i hjorden. När kalven diar används munnen, inte snabeln. Efter ungefär 6 månader börjar kalven med fast föda men den avvänjs vanligen under andra levnadsåret. Tjurar måste lämna sin hjord när de är sju eller åtta år gamla. De letar sedan efter anslutning till en flock med unga tjurar eller till en ensam vuxen tjur. Kor stannar hela livet i samma hjord. Sin fulla storlek når asiatiska elefanter efter 15 till 17 år. Tjurar parar sig ungefär efter tjugo år för första gången, kor får sin första kalv efter fjorton år (tidigast efter nio år). Den kortaste tiden mellan två födslar är 2,5 år och den längsta 8 år.
Livslängden i naturen är vanligen 60 år, under goda förhållanden upp till 80 år. Den äldsta kända individen levde i Taipeis zoo och blev 86 år gammal.

## Utvecklingshistoria

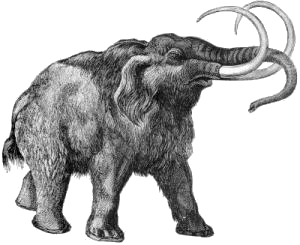
Mammutar är utdöda släktingar till den asiatiska elefanten.

Enligt de aktuella forskningsrönen utgör släktet Elephas systergruppen till mammutarna (Mammuthus). Den asiatiska elefanten är alltså närmare släkt med mammutar än med de afrikanska elefanterna (Loxodonta). Elephas och Mammuthus sammanfattas i en släktgrupp (tribus) Elephantini som utgör systergruppen till släktet Loxodonta.
Tidiga medlemmar av släktet Elephas som till exempel Elephas ekorensis levde under pliocen i Afrika. Genom arten Elephas hysudricus som vandrade till Asien utvecklades den moderna asiatiska elefanten (Elephas maximus). Ibland listas flera utdöda arter av släktet Elephas i undersläktet Palaeoloxodon som av vissa zoologer får status som ett självständigt släkte.
Vid slutet av pleistocen hade den asiatiska elefanten ett utbredningsområde som sträckte sig från Iran över Sydasien till Sydostasien och Kina. Fossil hittades även i Irak och Syrien men de tillhör kanske en utdöd art. Denna utbredning blev ungefär konstant fram till några hundra år före Kristus, sedan började artens tillbakagång. I Kina utrotades de flesta populationerna mellan 1100-talet och 1600-talet.

## Asiatisk elefant och människor

### Asiatiska elefanter i människans tjänst

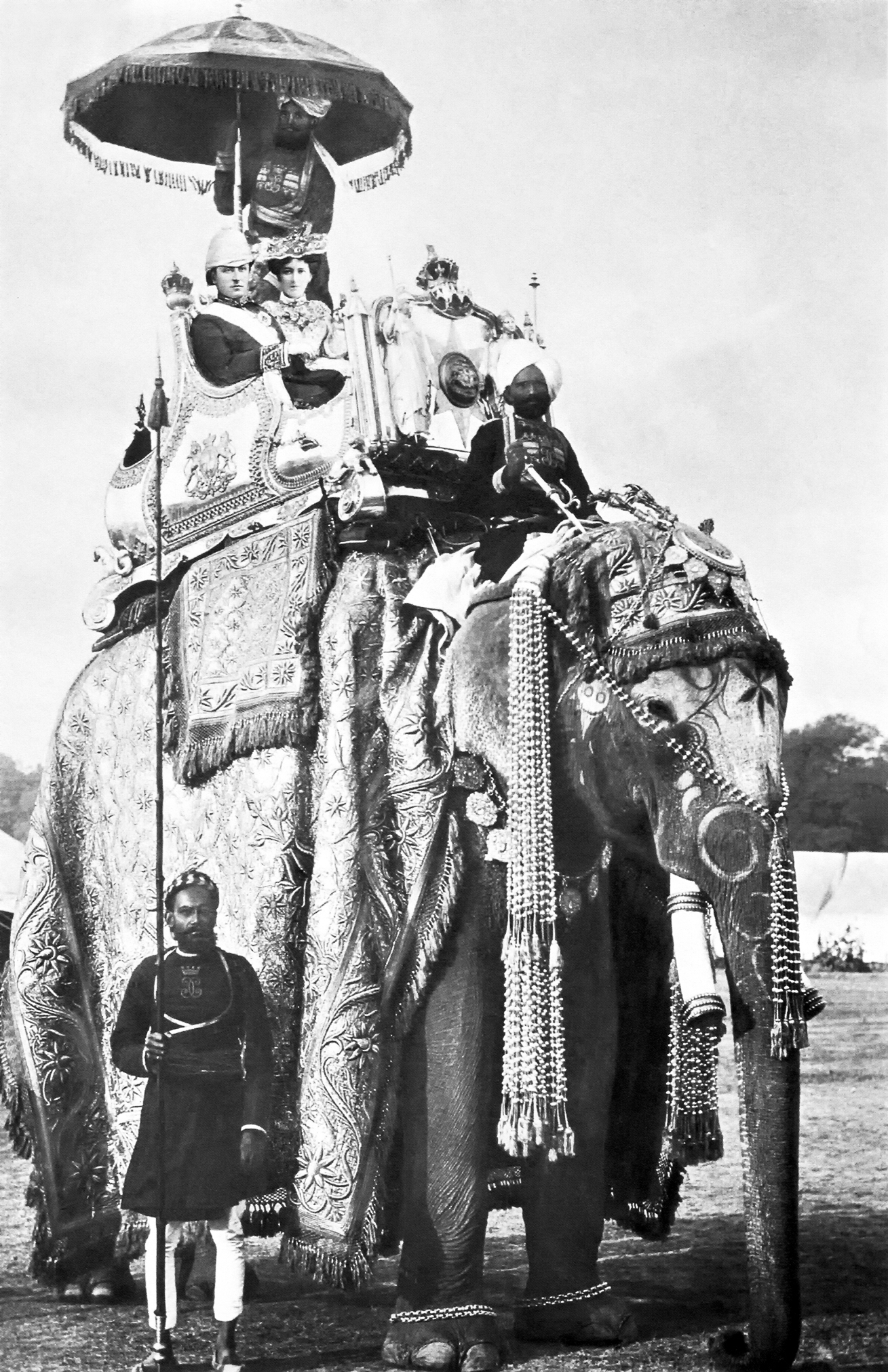
George Curzon som var generalguvernörer och vicekung i Indien och hans hustru Mary på en asiatisk elefant i Delhi. Elefanten med namnet "Lakshman Prasad" tillhörde Maharadjan av Benares.

De tidigaste tecken om försök att domesticera asiatiska elefanter är ristningar på sigill som hittades i Indus dalgång och som daterades till 3000 före Kristus. Flera klassiska avhandlingar som Rig Veda från 2000 till 1500 före Kristus, Upanishaderna från 900 till 600 före Kristus och Gajasastra (sanskrit för elefantläran) från 600 till 500 före Kristus berättar hur elefanter fångas och skolas. Individerna användes bland annat för att fälla träd och för att bära timmerstockarna genom skogen.

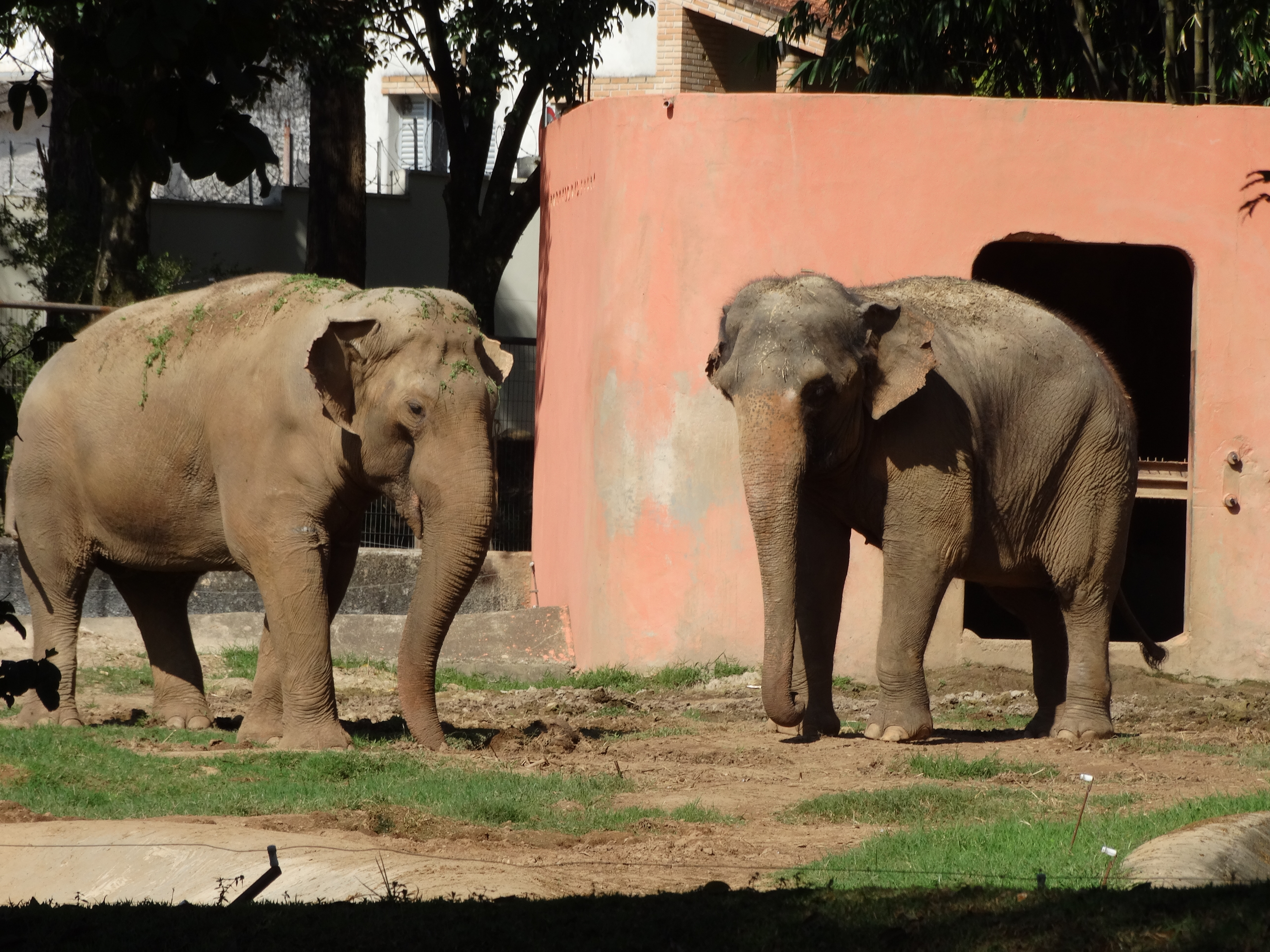
Asiatisk elefant

I det mytologiska eposet Mahabharata nämns för första gången asiatiska stridselefanter, även om det är en tvivelaktig historisk källa. Där berättas om bröderna Pandavas som 1100 före Kristus strider mot sina kusiner från elefanternas rygg. Dokumenterade är däremot att fursten Poros använde sig av en falang stridselefanter mot Alexander den store under slaget vid floden Jhelum. Slaget ägde rum 326 före Kristus och vanns av Alexander.
Senare brukades asiatiska elefanter utanför sitt ursprungliga utbredningsområde, till exempel kring Medelhavet. Hannibals stridselefanter var däremot nästan uteslutande afrikanska elefanter, bara för hans egen elefant antas att det var en asiatisk elefant.
Under 1500-talet importerades många asiatiska elefanter av portugisiska kungar som hade kolonier i sydöstra Asien. Elefanterna användes bland annat för att imponera på andra europeiska monarker och som diplomatiska gåvor. En av de mer kända individerna var elefanten Hanno som skänktes till påven Leo X. En annan var Abul-Abbas, den första elefanten i medeltida Nordeuropa som gavs som gåva till Karl den store av Franken år 802. Den första asiatiska elefanten som kom till Sverige 1804 blev orsak till upploppet i Skänninge.
Även i Asien har "avel" i egentlig mening börjat först under 1960-talet och således kan man inte använda begreppet domesticerad på elefanter, vilket ibland felaktigt förekommer i litteraturen. Begreppet domesticering förutsätter en av människor kontrollerad avel och urval av avelsdjur under så lång tid, att människan förmår ändra fysiska och psykiska karaktärer efter sitt behov, med andra ord för en art som elefant tar det hundratals år, och de nuvarande tämjda elefanterna har man som mest förökat i fem generationer.

### Hot och skyddsåtgärder
Liksom de afrikanska arterna jagades den asiatiska elefanten tidigare intensivt för elfenbenets skull. Idag är däremot levnadsområdets omvandling till jordbruksmark och boplatser det största hotet mot arten. I vissa regioner äter domesticerade vattenbufflar hela grästäcket så att inget blir kvar för elefanterna.
Baserat på en uppskattning från 2003 beräknar IUCN att hela beståndet av individer mellan 41 000 - 52 000 vilda individer men tillägger att det enbart är en grov gissning. Tät vegetation och olika typer av metoder för att göra observationer bidrar till svårigheten att uppskatta antalet vilda elefanter. Cirka 50 procent av populationen förekommer på den indiska subkontinenten och ytterligare 40 procent på andra delar av det sydostasiatiska fastlandet, resten lever på Sri Lanka och andra öar i Sydostasien. Då populationen fortfarande minskar listas arten som starkt hotad (endangered).
Antalet tämjda individer i Asien låg under 1990-talet på strax över 16 000 individer. I Thailand fanns omkring 1900 cirka 100 000 asiatiska elefanter i tjänst eller fångenskap, antalet låg 2007 på runt 3 500 tama och ungefär 1 000 vilda elefanter. I Myanmar idag beräknas det finnas ungefär 5 000 tämjda elefanter. De använder tämjda elefanter bl.a. inom skogsindustrin, runt millennieskiftet var det över 3 000 elefanter som arbetade med att hämta timmer.
Den asiatiska elefanten listas i appendix I av CITES. Handel och transfer av levande individer eller av kroppsdelar är förbjuden om det inte finns tillstånd av de ansvariga nationella myndigheterna.